# Joost
Joost（ジュースト）は、P2Pを使ったインターネットテレビ配信システム。
KazaaやSkypeの作者である、ニクラス・センストローム (Niklas Zennström) とヤーヌス・フリース (Janus Friis) によって作られた。
名称の由来はJuiced（ジュースト）であり、絞りたてのジュースのように新鮮なコンテンツが詰まっている事を意味している。
Joostは2006年にコードネーム "The Venice Project" の名で開発が始まった。
2人はニューヨーク、ロンドン、ライデン、トゥールーズなど世界中の都市から150人ほどの開発者を集めチームを作った。
チームは現在FOXネットワークとの交渉に入っている。すでにワーナーやバイアコムなどの企業と提携している。2007年10月から一般ベータ公開を開始した。
現地時間の2009年6月30日、既存のコンシューマー向け動画配信から企業（法人）向けのビデオプラットフォームとして事業方針を転換する旨を発表した。